# Der Flüchtling (Film, 1930)
Der Flüchtling (Originaltitel: The Lash) ist ein US-amerikanisches Filmdrama aus dem Jahr 1930 von Frank Lloyd mit Richard Barthelmess und Mary Astor in den Hauptrollen. Der Film wurde von First National produziert und basiert auf dem Roman Adíos von Lanier und Virginia Stivers Bartlett.

## Handlung

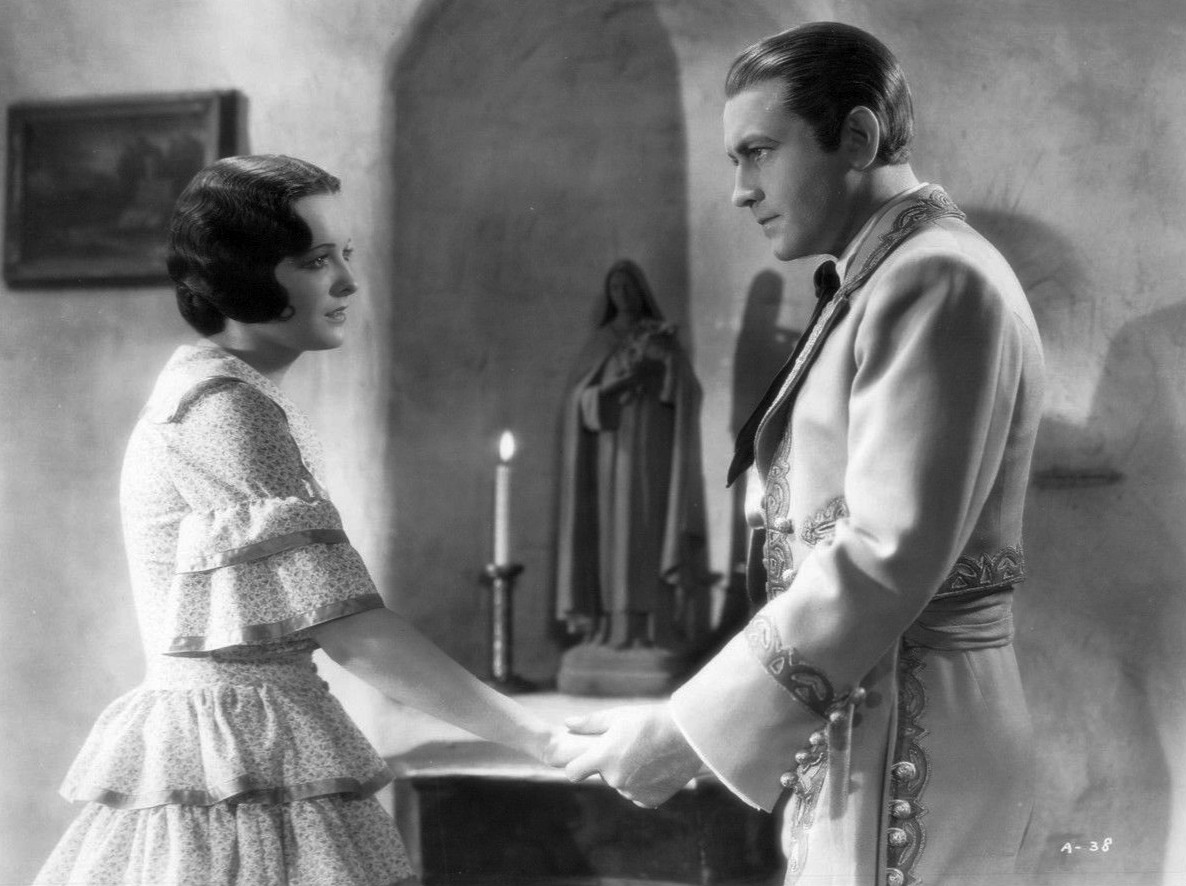
Szene mit Marian Nixon und Richard Barthelmess

Als Francisco Delfino um 1850 von der Universität in Mexiko nach Kalifornien zurückkehrt, findet er sein Heimatland in den Händen skrupelloser Amerikaner, sein Familienanwesen in Trümmern und seine Lieben in Angst vor. Der Zorn treibt Francisco dazu, eine Rinderherde zu überfallen, die er an Peter Harkness, den korrupten Landverwalter, liefern will, was ihm den Namen „El Puma“ einbringt. 
Francisco und andere beginnen mit Banditenüberfällen im Robin-Hood-Stil, von denen einer zu Franciscos Rettung durch Sheriff David Howard, ihrer anschließenden Freundschaft und Davids Liebe zu Franciscos Schwester Dolores führt. Um schließlich den Mord an seinem Vater zu rächen, indem er Harkness tötet, muss Francisco nicht nur Kalifornien, sondern auch seine treue Liebe Rosita und seine ehemalige Geliebte Lupe verlassen. David verschafft ihm jedoch einen Vorsprung und Rosita verspricht, ihn in Mexiko zu treffen.

## Hintergrund
Gedreht wurde der Film in Thousand Oaks sowie in den Warner-Studios in Burbank.
Obwohl der Film nicht der erste Spielfilm in Vitascope war, einem von Warner Bros. entwickelten Breitbildverfahren, war er der erste vollständige Vitascope-Spielfilm, der in Los Angeles gezeigt wurde. In verschiedenen Rezensionen wurde darauf hingewiesen, dass der Film im 65-mm-Vitascope-Verfahren nur in Kinos gezeigt wurde, die Breitbildkopien zeigen konnten.
John Hughes oblag die künstlerische Leitung. Edward Stevenson war für das Kostümbild zuständig. Musikalischer Direktor war Ernö Rapée.

## Veröffentlichung
Die Premiere des Films fand am 12. Dezember 1930 in New Orleans statt. 1931 kam er im Deutschen Reich und in Österreich in die Kinos.

## Kritiken
Mordaunt Hall von der The New York Times befand, der Film sei keine besonders aufwühlende Angelegenheit, aber die Szenen im Freien seien immer interessant. Von den Darstellungen sei keine besonders beeindruckend.
Die Variety lobte den Film als guten Actionwestern, der sehr gut zu Richard Barthelmess passe.
Der Kritiker des TV Guide schrieb, der Film sollte  Barthelmess als Star herausstellen, daher wurden andere Rollen eingeschränkt. Möglicherweise müssen man seine Zweifel unterdrücken, um Barthelmess in Westernkluft zu akzeptieren. Der mit wenig Überzeugungskraft inszenierte Film sei für seine Zeit überraschend antiamerikanisch.